# جزيرة سديري الكبرى
جزيرة سديري الكبرى وهي جزيرة من جزر إندونيسيا، وتقع ضمن جزر كانغيان في إقليم جاوة الشرقية.